# Nationalmuseet för modern konst, Kyoto

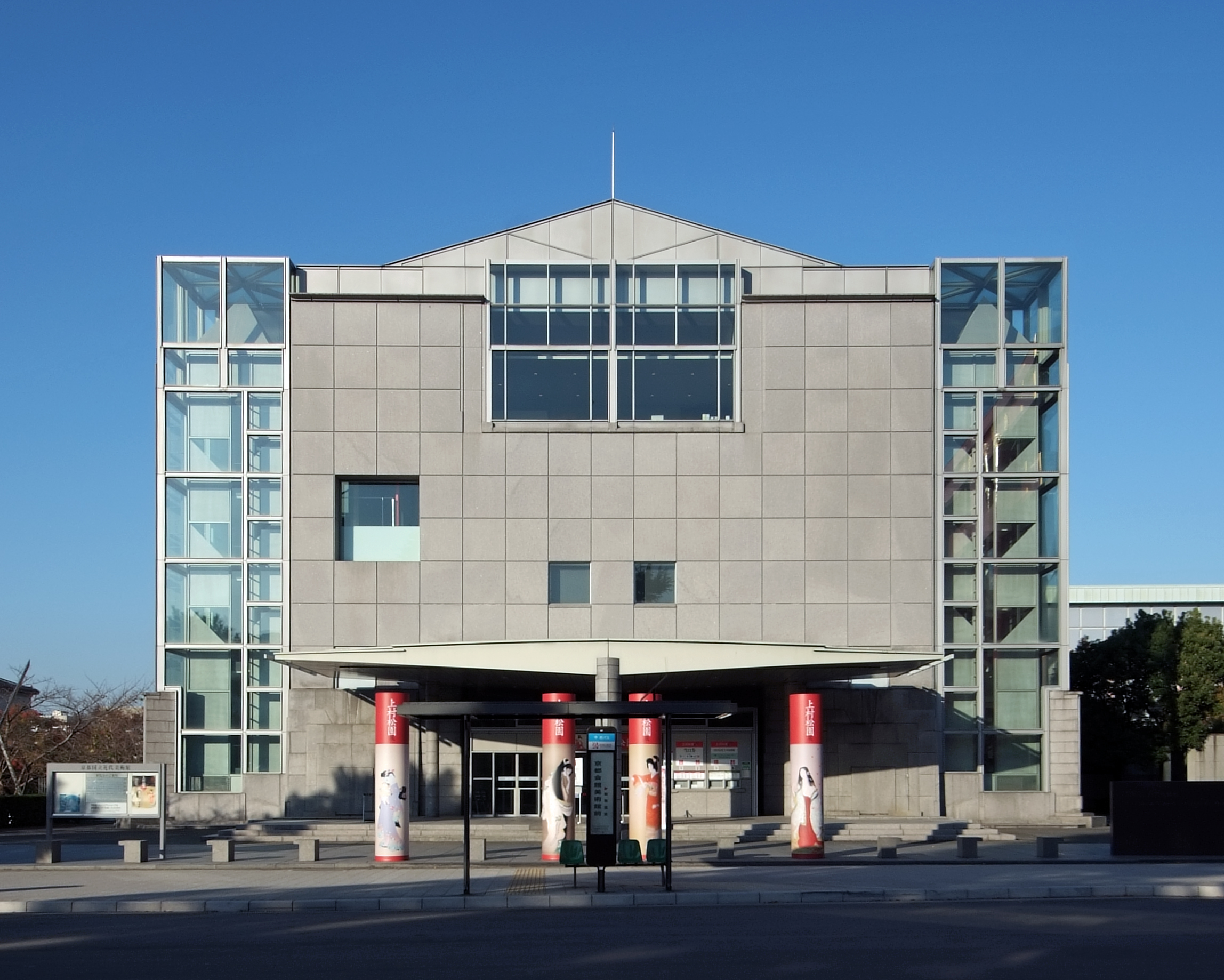
Huvudingången

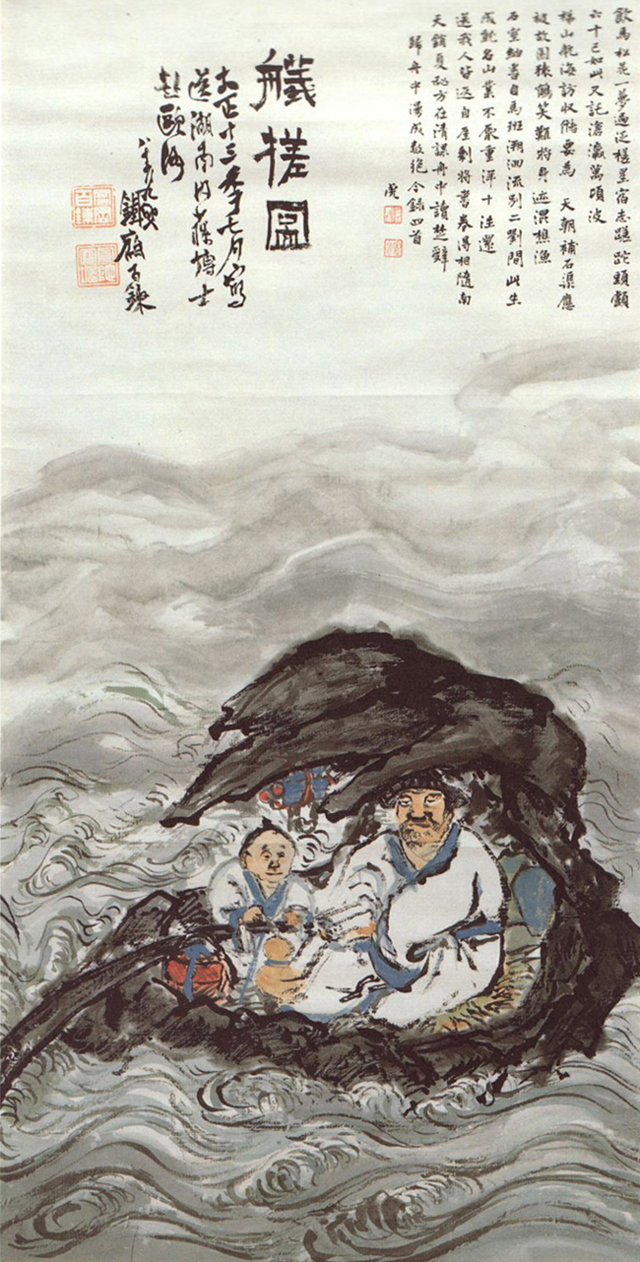
Embarkering på en flotte av Tomioka Tessai

Nationalmuseet för modern konst, Kyoto (japanska: 京都国立近代美術館?, Kyōto Kokuritsu Kindai Bijutsukan) är ett konstmuseum i Kyoto i Japan.
Nationalmuseet för modern konst, Kyoto skapades ursprungligen som ett filialmuseum till Nationalmuseet för modern konst i Tokyo. Det grundades på samma plats som det nuvarande museet 1963 i en byggnad som från början hade varit en sidobyggnad till Kyotos kommunala mässhall för industrivaror. Museet blev ett självständigt museum 1967. År 1984 revs den gamla byggnaden, varefter den nya byggnaden, ritad av Fumihiko Maki, uppfördes på platsen.
Museet öppnades i oktober 1986. Det har 9 762 m² total golvyta, varav 2 605 m² utställningsyta.

## Utställda konstnärer i urval
- Yaacov Agam, Israel
- Pierre Alechinsky, Belgien
- Jean Arp, Frankrike
- Georges Braque, Frankrike
- André Breton, Frankrike
- Marc Chagall, Frankrike
- Dale Chihuly, USA
- Max Ernst, Tyskland
- Tsuguharu Fujita (1886–1968), Japan
- David Gilhooly (född 1943), USA
- Barbara Hepworth, Storbritannien
- Kaii Higashiyama (1908–1999), Japan
- Shunso Hishida (1874–1911), Japan
- David Hockney, Storbritannien
- Wassily Kandinsky, Rumänien
- Oda Kaisen (1785–1862), Japan
- Tomioka Tessai (1837–1924), Japan
- Ayako Tsuru (född 1941), Mexiko
- Frank Lloyd Wright (1867–1959), USA
- Sibyl Heijnen(född 1960), Nederländerna